# John Bocco
John Raphael Bocco (Dar es Salaam, 5 agosto 1989) è un calciatore tanzaniano, attaccante del Simba e della nazionale tanzaniana.

## Palmarès

### Club

#### Competizioni nazionali
- Campionato tanzaniano: 1

Simba: 2017-2018